# Ли Јенфенг
Ли Јенфенг (Хејлунгђанг, 15. мај 1979) је кинеска бацачица диска, прва Кинескиња која је освојила титулу светске првакиње у бацању диска. Трострука је учесница олимпијских игара и освајач сребрне медаље у Лондону 2012, двострука победница првенства Азије. 
Лични рекорд 67м98 постигла је у Шенебеку у јуну 2011.

## Значајнији резултати
| Год. | Такмичење            | Место                        | Пласман | Резултат |
| Кина | Кина                 | Кина                         | Кина    | Кина     |
| ---- | -------------------- | ---------------------------- | ------- | -------- |
| 1999 | Светско првенство    | Севиља, Шпанија              | 19.     | 59,47 м  |
| 2000 | Азијско првенство    | Џакарта, Индонезија          |         | 57,52 м  |
| 2001 | Универзијада         | Пекинг, Кина                 |         | 60,50 м  |
| 2002 | Азијско првенство    | Коломбо, Шри Ланка           |         | 60,06 м  |
| 2002 | Светски куп          | Мадрид, Шпанија              | 4       | 59,89 м  |
| 2003 | Универзијада         | Тегу, Јужна Кореја           |         | 61,12    |
| 2003 | Азијско првенство    | Манила, Филипини             |         | 61,87 м  |
| 2003 | Афроазијске игре     | Хајдерабад, Индија           | 2       | 60,42 м  |
| 2004 | Олимпијске игре      | Атина, Грчка                 | 8.      | 61,05 м  |
| 2007 | Азијско првенство    | Аман, Јордан                 |         | 61,13 м  |
| 2008 | Олимпијске игре      | Пекинг, Кина                 | 7.      | 60,68 м  |
| 2009 | Источно Азијске игре | Хонгконг                     | 1       | 64,66 м  |
| 2010 | Континентални куп    | Сплит, Хрватска              | 1       | 63,79 м  |
| 2010 | Азијске игре         | Гуангџоу, Кина               | 1       | 66,18 м  |
| 2011 | Светско првенство    | Тегу, Јужна Кореја           |         | 66,52 м  |
| 2012 | Олимпијске игре      | Лондон, Уједињено Краљевство |         | 67,22 м  |

- Ли је првобитно завршила на 3. месту на Летњим олимпијским играма 2012, али се после дисквалификације другопласиране Дарје Пишчалникове која била позитивна на анаболички стероид оксандролон, померила за једно место и освојила сребрну медаљу..